# Ética de acción
La ética de la acción es un concepto ético y lógico y que afirma que la ética reside en los medios y no en los fines, es decir, que un objetivo no debe ser obtenido por medios ilegítimos o inmorales. Según este principio la legitimidad proviene del método personal y social, no del objetivo ("los medios justifican los fines") en una relación causa-efecto, donde la meta es efecto de la acción presente; un método legítimo genera un objetivo legítimo ("los medios contienen los fines").